# Гърлишъс
Girlicious е американска поп група, чиито членове са четири момичета – Натали Мея, Никол Кордова, Тифани Андерсън и Кристина Сайръс.

## История
Робин Антин, създателката на Pussycat Dolls, има идеята да сформира група от три момичета с името Girlcious още от средата на 90-те на 20 век. Мечтата ѝ се осъществява през пролетта на 2008 г. чрез риалити шоуто Pussycat Dolls present: Girlicious. По време на шоуто Робин решава, че е по-добре момичетата в групата да са четири и така Натали, Никол, Тифани и Кристина стават новата гърл група.
В края на последния епизод на риалити шоуто, след обявяването на победителите, бе премиерата на дебютните сингли излезли в един диск „Like Me“ и „Stupid Sh**“. Макар в САЩ да не се приемат много добре, момичета пожънват голям успех в Бразилия и особено в Канада. През август 2008 г. издават дебютния си албум съдържащ 14 песни. В края на месеца тръгват на турне с Backstreet Boys като подгряващи изпълнители. През октомври излиза и последния сингъл от дебютния им албум „Baby Doll“. През декември преиздават албума си в Канада, който включва три нови песни. През март 2009 г. тръгват на турне с Дани Фернандес в Канада, а през юни Тифани напуска групата. След като Никол, Кристина и Натали са в състава подписват договор с Universal Music Canada където правят записи по втория студийен албум.
Групата се завръща в началото на 2010 година със сингъла „Over you“, а през април излиза втория сингъл за предстоящия албум „Maniac“, който е придружен с видеоклип. В края на август излиза следващият сингъл „2 in the mornig“. През ноември излиза вторият албум на групата „Rebulit“ включваш 10 песни, като по-късно е преиздаден с 3 нови песни. Албумът застава на 86 място в канадската класация за албуми. През пролетта на 2011 г. излиза и последния сингъл „Hate Love“, а след това групата се разпада.

## Дискография

### Студийни албуми
- Girlicious (2008)
- Rebulit (2010)

### Сингли
- Like Me (2008)
- Stupid Shit (2008)
- Baby Doll (2008)
- Over You (2010)
- Maniac (2010)
- 2 in the Morning (2010)

## Турнета
- "The Girlicious Tour (2008 – 2009)